# Wiee România
Wiee România este o companie care se ocupă cu furnizarea de gaze naturale pe piața din România, înființată în anul 2000.
Compania este subsidiara locală a Wintershall Erdgas Handelshaus Zug AG, membră a grupului BASF, formată în urma unui joint-venture între BASF și grupul rusesc Gazprom.
Număr de angajați în 2008: 6
Cifra de afaceri:
- 2008: 390,5 milioane euro[4]
- 2006: 497 milioane euro[3]

Venit net:
- 2008: 3,7 milioane euro[4]
- 2007: -1,9 milioane euro[4]